# Rambla de Montevideo

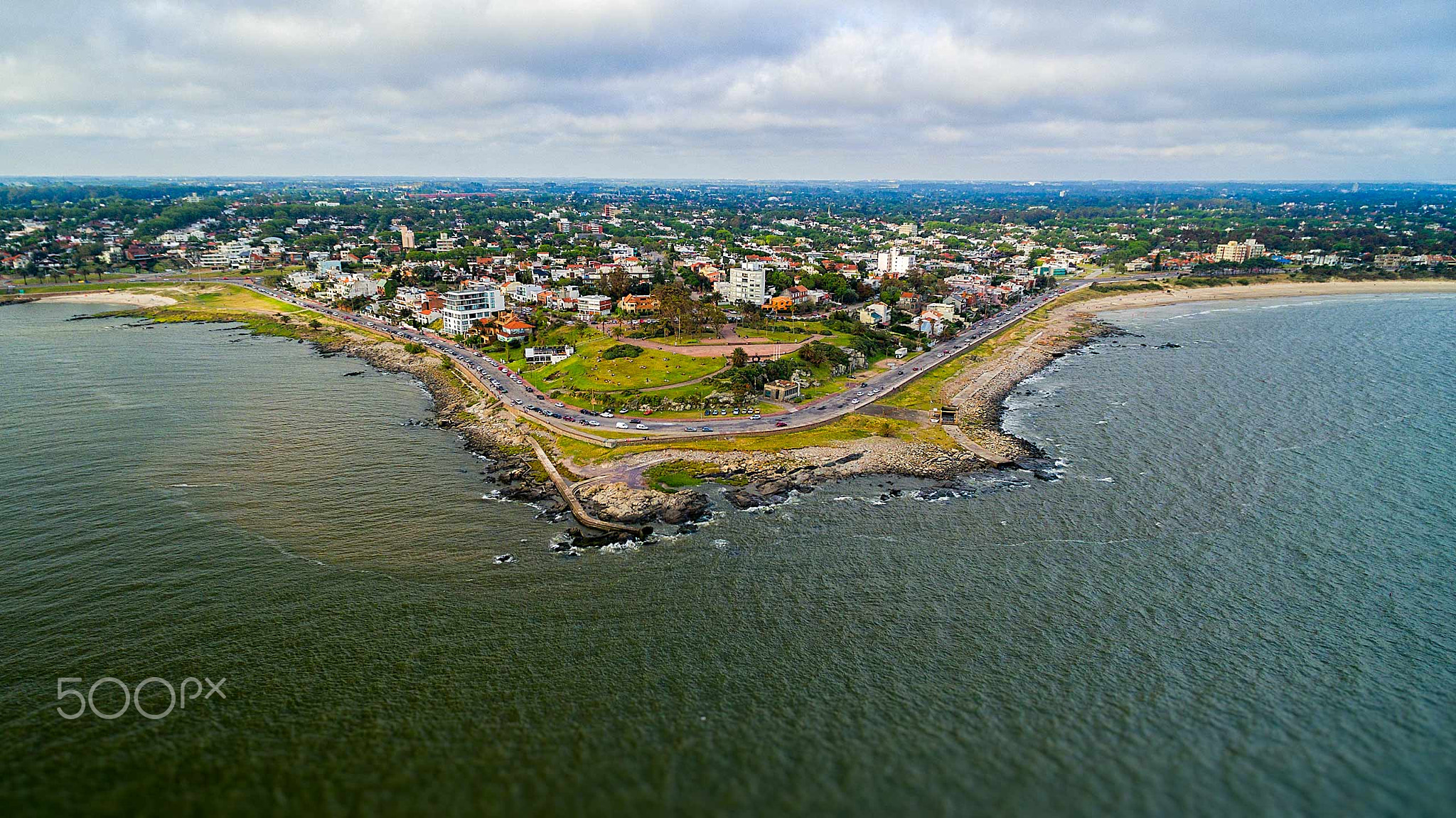
Rambla de Punta Gorda.

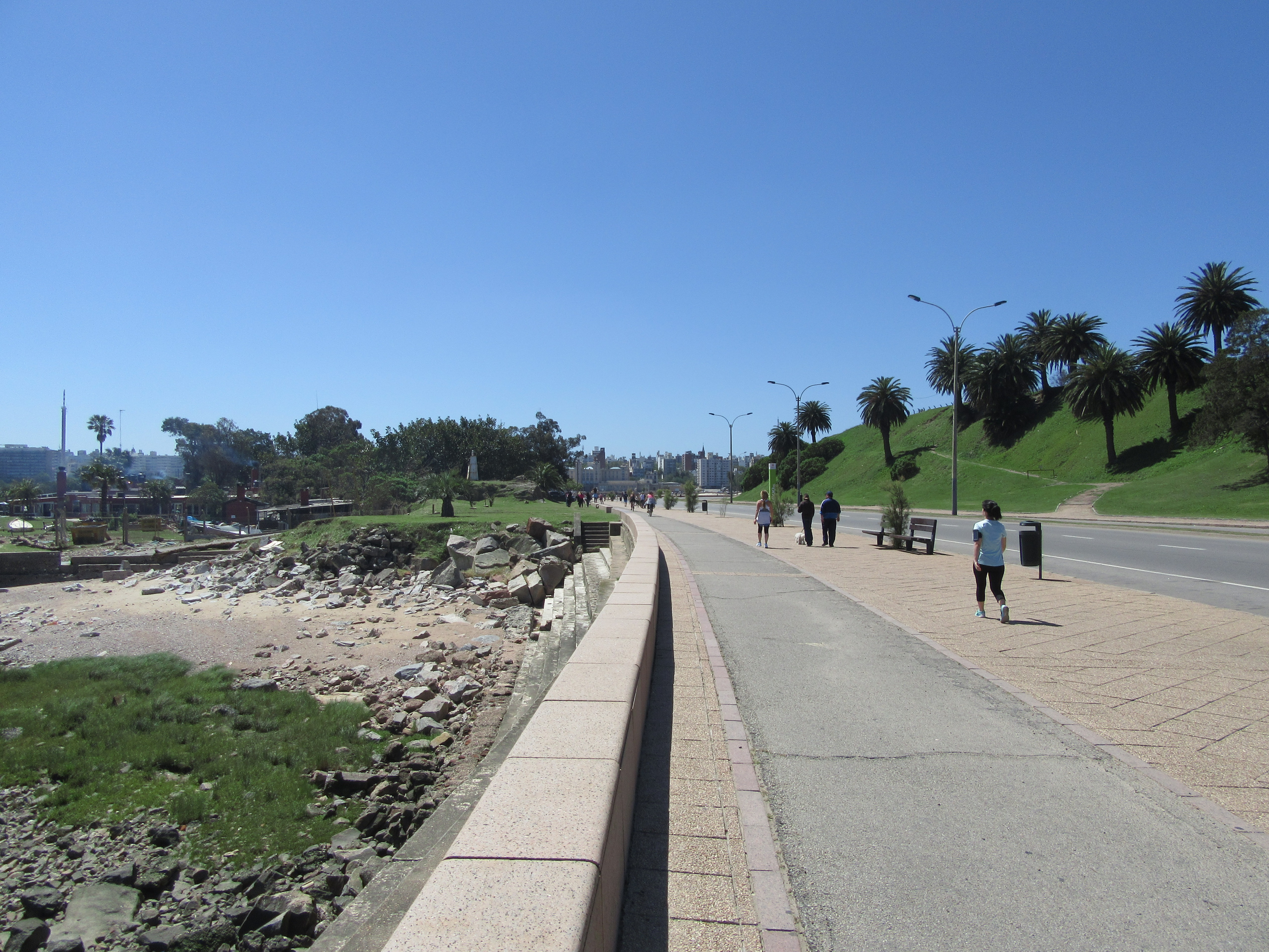
Rambla Wilson, en Punta Carretas.

La rambla de Montevideo es una prolongada avenida de 22 kilómetros de largo que bordea la costa del Río de la Plata en Montevideo, capital de Uruguay.

## Generalidades

Construcción de la Rambla Sur

Constituye al mismo tiempo una importante vía de circulación vehicular y un paseo peatonal. Está bordeada por numerosas playas, entre las cuales se destacan: Ramírez (Parque Rodó), Pocitos, Buceo, Malvín y Carrasco.
Numerosos accidentes geográficos le confieren variedad e interés, como la Punta de las Carretas y la Isla de las Gaviotas. Los fines de semana, congrega a miles de personas de todas las edades, quienes acuden en busca de paseos, recreación y aire fresco. En varios puntos, especialmente en la Rambla Sur, es un buen lugar para la práctica de la pesca deportiva. Cuenta con amarraderos de yates en Punta Carretas y Puerto del Buceo. Los aficionados del fútbol, el ciclismo y el skateboarding también encuentran un lugar de esparcimiento ideal. Además, constituye una ocasión para el avistamiento de aves, dada la gran cantidad de especies costeras.

## Nomenclátor urbano según los barrios

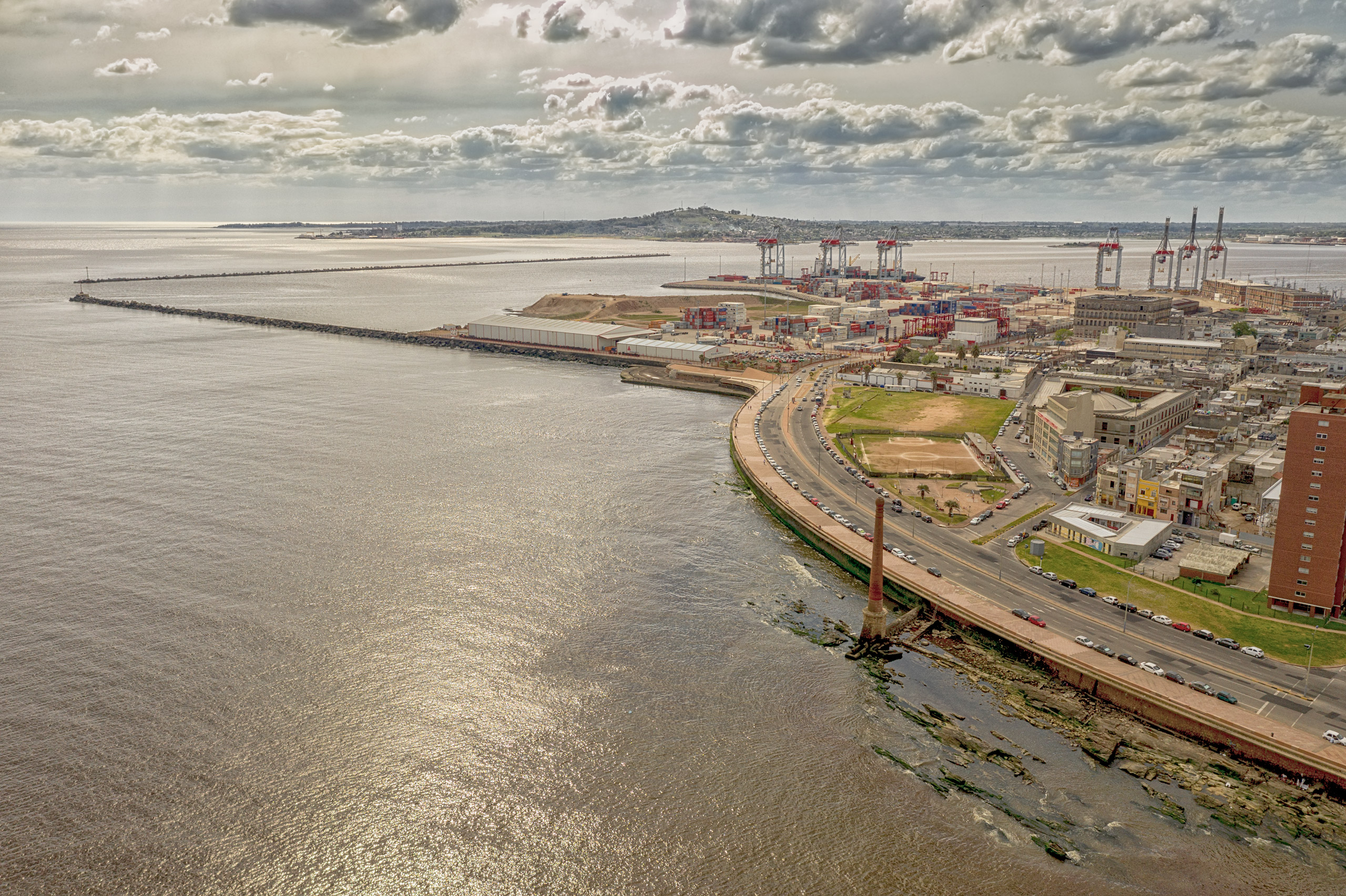
Rambla Gran Bretaña

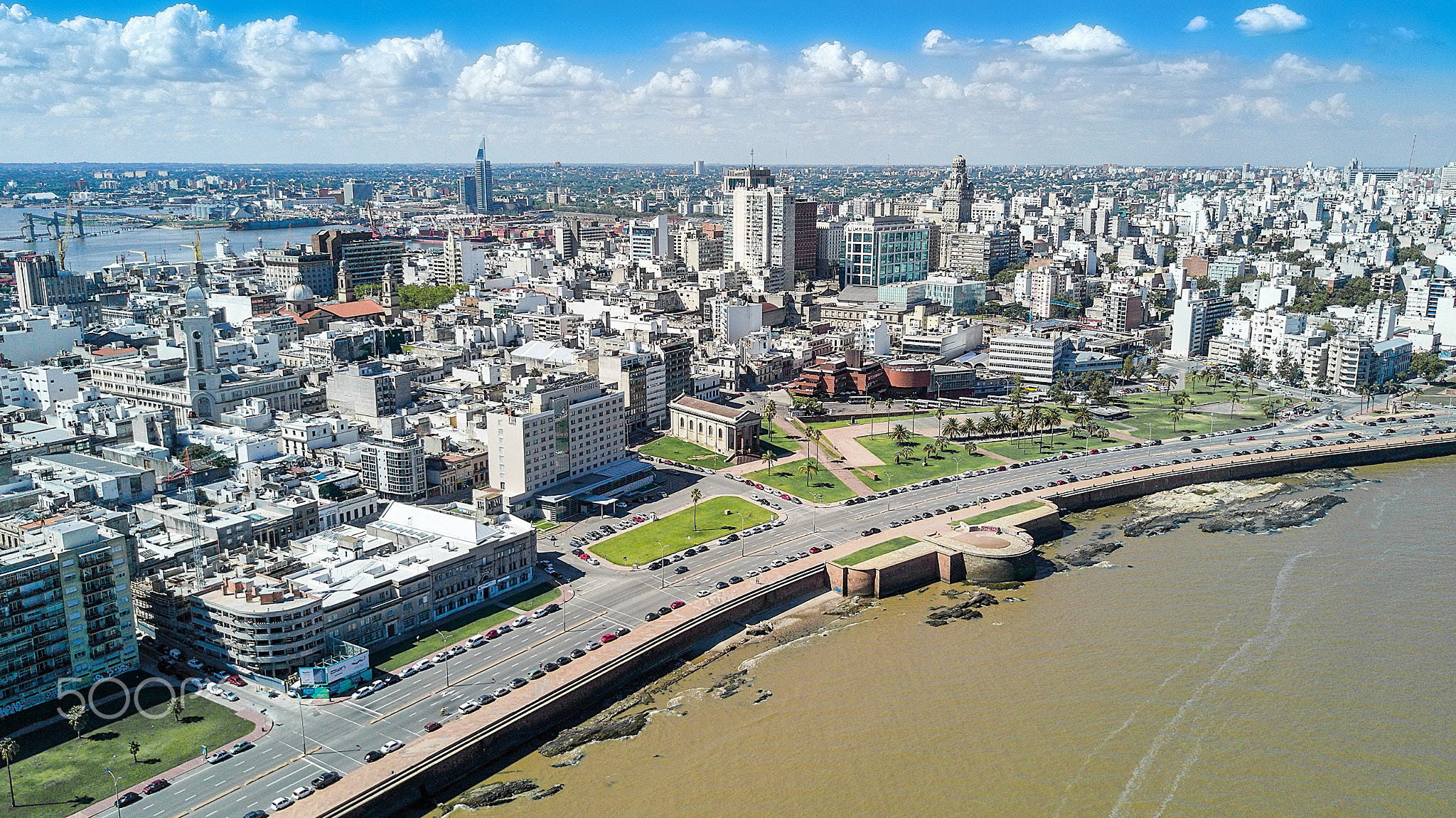
Rambla Sur

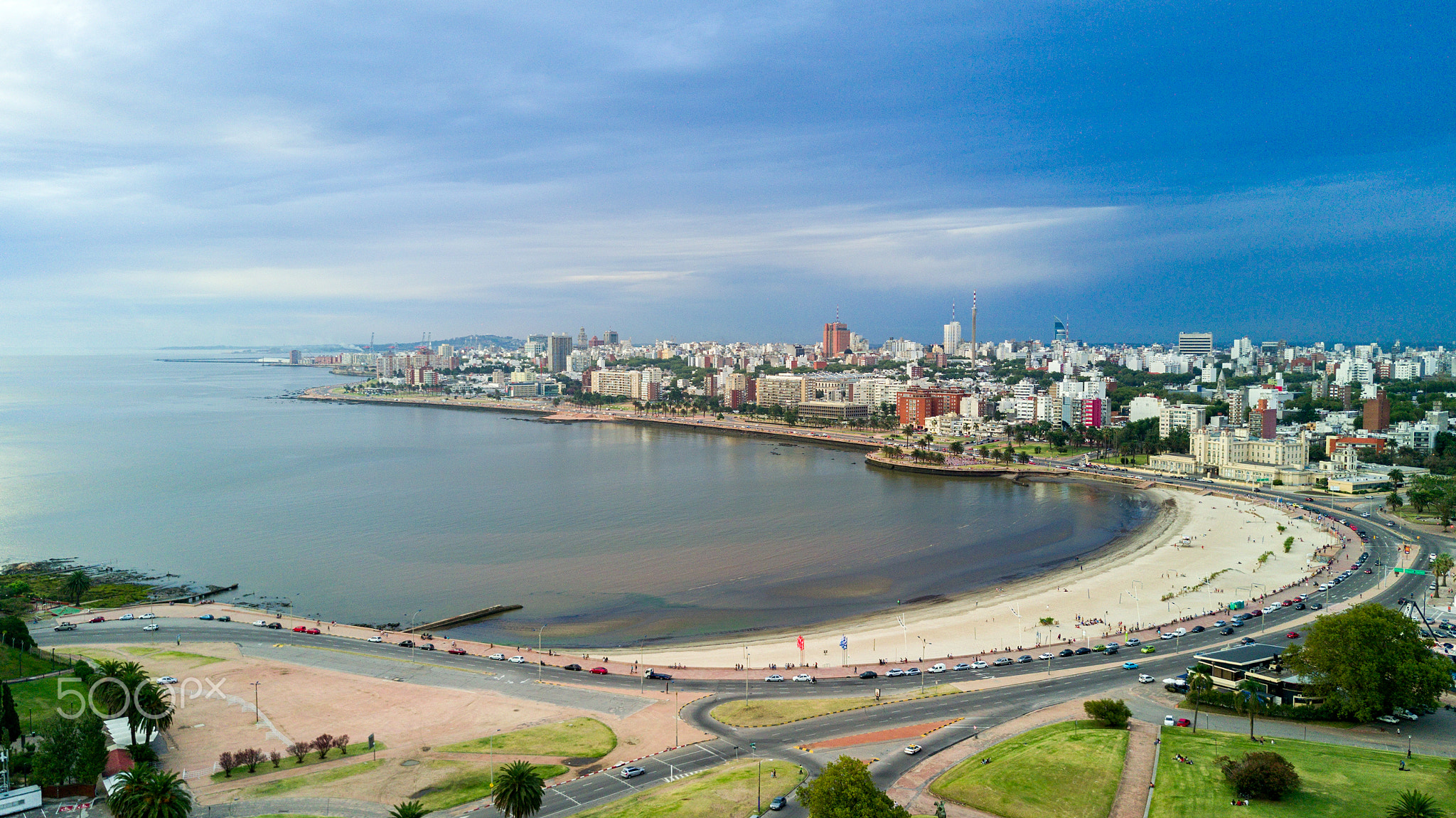
Rambla Wilson

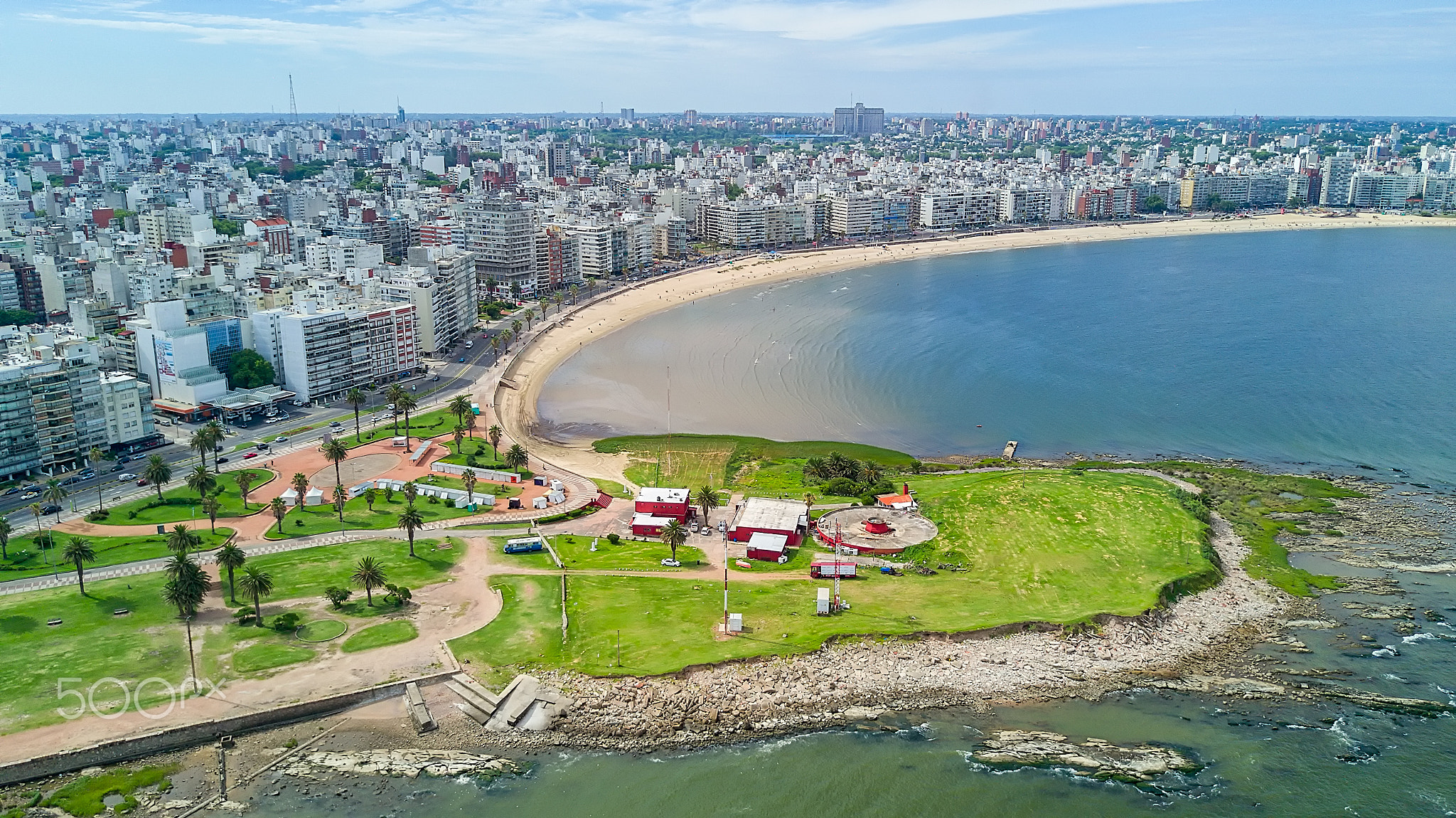
Rambla de Pocitos.

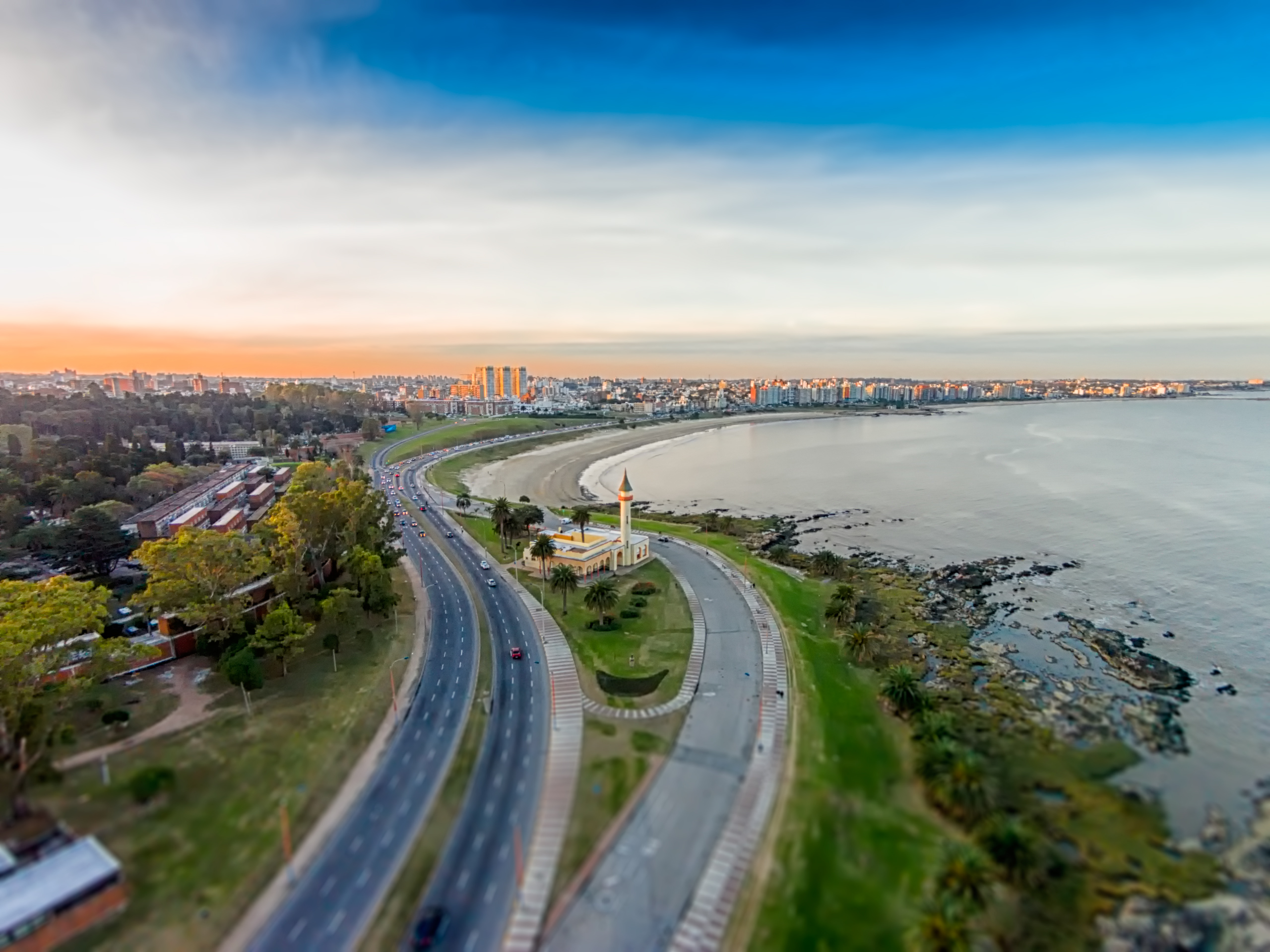
Rambla del Buceo.

En el pasado se solía conocer a la rambla montevideana como "Rambla Naciones Unidas". Pero hoy día a lo largo de su recorrido va cambiando de nombre:

### Villa del Cerro
- Rambla José Gurvich

### Bahía de Montevideo
- Capurro y Bella Vista
  - Rambla Baltasar Brum
- Bella Vista
  - Rambla Edison
- Aguada
  - Rambla Sud América
- Ciudad Vieja
  - Rambla Franklin D. Roosevelt
  - Rambla 25 de agosto de 1825

### Ciudad Vieja
Ubicadas hacia el sur de la Bahía de Montevideo
- Rambla Sur
  - Rambla República de Francia
  - Rambla Gran Bretaña

La construcción de la Rambla Sur, en el barrio homónimo, se llevó a cabo entre los años 1923 y 1935

### Barrio Sur,Palermo,Parque Rodó
- Rambla Sur: construida a inicios del siglo XX, cambió formidablemente la geografía urbana de lo que en su tiempo fueran las afueras de la antigua ciudad. Aproximadamente 40 manzanas fueron ganadas al mar: las actualmente comprendidas entre las calles Jackson, Isla de Flores, Barrios Amorín y la Rambla. Anteriormente, este espacio era ocupado por dos playas: La playa Santa Ana, ubicada entre las calles Jackson y Lorenzo Carnelli, seguía a la playa Ramírez hacia el oeste, y continuando en esta dirección, la playa Patricios, ubicada entre las calles Carnelli y Barrios Amorín. Ambas playas, actualmente desaparecidas, tenían su línea costera sobre la calle Isla de Flores, llegando a alcanzar un tramo de Durazno sobre la bahía más occidental que conformaba playa Patricios. Por otro lado significó la desaparición y demolición del barrio conocido como El Bajo, una zona muy desmejorada en aquel momento. Hoy en día, constituye una vía de acceso vital al Centro y Ciudad Vieja.[3]
  - Rambla República Helénica
  - Rambla República Argentina

### Punta Carretas
- Rambla Presidente Wilson
- Rambla Mahatma Gandhi

### Pocitos
- Rambla República del Perú

### Buceo
- Rambla Armenia
- Rambla República de Chile

### Malvín
- Rambla O'Higgins

### Punta Gorda
- Rambla República de México

### Carrasco
- Rambla Tomás Berreta

Nota: A continuación en Canelones sigue la rambla llamándose Rambla Costanera. Termina en El Pinar,  en la calle Bolivia.

## Relevancia
Es parte misma de la identidad montevideana. Por tal motivo, ha sido declarada Monumento Histórico. A inicios de 2010 ha sido propuesta para integrar la lista del Patrimonio de la Humanidad de la UNESCO.